# Cortambert
Cortambert är en kommun i departementet Saône-et-Loire i regionen Bourgogne-Franche-Comté i östra Frankrike. Kommunen ligger i kantonen Cluny som tillhör arrondissementet Mâcon. År 2022 hade Cortambert 271 invånare.

## Befolkningsutveckling
Antalet invånare i kommunen Cortambert
| Referens: INSEE |